# Saales
Saales (Saal in tedesco) è un comune francese di 893 abitanti situato nel dipartimento del Basso Reno nella regione del Grand Est.

## Società

### Evoluzione demografica
Abitanti censiti